# Hoa hậu Thế giới 2012

Logo cuộc thi năm nay.

Hoa hậu Thế giới 2012 là cuộc thi Hoa hậu Thế giới lần thứ 62 diễn ra vào ngày 18 tháng 8 năm 2012 tại sân vận động trung tâm Đông Thắng, Ordos, Nội Mông, Trung Quốc. Ivian Sarcos từ Venezuela đã trao lại vương miện cho Vu Văn Hà, hoa hậu đến từ nước chủ nhà. Các thí sinh đã tham quan Trường Thục và Thượng Hải.

## Kết quả cuộc thi

### Thứ hạng
| Kết quả               | Thí sinh |
| --------------------- | --- |
| Hoa hậu Thế giới 2012 | - Trung Quốc – Vu Văn Hà |
| Á hậu 1               | - Wales – Sophie Moulds |
| Á hậu 2               | - Úc – Jessica Kahawaty |
| Top 7                 | - Brazil – Mariana Notarangelo - Jamaica – Deanna Robins - Ấn Độ – Vanya Mishra - Nam Sudan – Atong Demach |
| Top 15                | - Anh – Charlotte Holmes - Indonesia – Ines Putri Chandra - Kenya – Shamim Nabil - Mexico – Mariana Berumen - Hà Lan – Nathalie den Dekker - Philippines – Queneerich Rehman - Tây Ban Nha – Aránzazu Estévez - Hoa Kỳ – Claudine Book |
| Top 30                | - Colombia – Barbara Turbay - Đan Mạch – Iris Thomsen - Cộng hòa Dominican – Sally Aponte Tejada - Guadeloupe – Brigitte Golabkan - Guam – Jeneva Bosko - Guatemala – Monique Aparicio - Israel – Shani Hazan - Kazakhstan – Evgeniya Klishina - Nepal – Shristi Shrestha - Nigeria – Damiete Charles-Granville - Bắc Ireland – Tiffany Brien - Panama – Maricely González - Bồ Đào Nha – Melanie Vicente - Puerto Rico – Janelee Chaparro - Thụy Điển – Sanna Jinnedal |

### Các nữ hoàng sắc đẹp châu lục
| Châu lục                | Thí sinh                          |
| ----------------------- | --------------------------------- |
| Châu Phi                | - Nam Sudan – Atong Demach        |
| Châu Mỹ                 | - Brazil – Mariana Notarangelo    |
| Châu Á & Châu Đại Dương | - Trung Quốc – Vu Văn Hà          |
| Vùng Caribe             | - Jamaica – Deanna Robins         |
| Châu Âu                 | - Wales – Sophie Elizabeth Moulds |

### Thứ tự gọi tên
| 1. Kenya 2. Indonesia 3. Hà Lan 4. Hoa Kỳ 5. Philippines 6. Tây Ban Nha 7. Brazil 8. Anh 9. Nam Sudan 10. Wales 11. Trung Quốc 12. Jamaica 13. Úc 14. Mexico 15. Ấn Độ | 1. Jamaica 2. Nam Sudan 3. Ấn Độ 4. Úc 5. Brazil 6. Trung Quốc 7. Wales |

### Các giải thưởng phụ

#### Hoa hậu Bãi biển
Phần thi diễn ra vào ngày 2 tháng 8 sau phần giới thiệu về trang phục áo tắm diễn ra tại Seven Star Lake Resort. Người chiến thắng sẽ được công bố vào đêm chung kết cuộc thi.
| Kết quả     | Thí sinh |
| ----------- | --- |
| Chiến thắng | - Wales – Sophie Moulds |
| Giải Nhì    | - Úc – Jessica Kahawaty |
| Giải Ba     | - Trung Quốc – Vu Văn Hà |
| Giải Tư     | - Brazil – Mariana Notarangelo |
| Giải Năm    | - Guadeloupe – Brigitte Golabkan |
| Top 10      | - Colombia – Barbara Turbay - Cộng hòa Séc – Linda Bartošová - Nepal - Shristi Shrestha - Nigeria – Damiete Charles-Granville - Bắc Ireland - Tiffany Brien |
| Top 20      | - Fiji - Koini Vakaloloma - Guatemala - Monique Aparicio - Israel - Shani Hazan - Ý - Jessica Bellinghieri - Jamaica - Deanna Robins - Kenya - Shamim Nabil - México - Mariana Berumen - Hà Lan - Nathalie den Dekker - Nam Sudan – Atong Demach - Tây Ban Nha – Aránzazu Estévez |
| Top 40      | - Argentina – Josefina Herrero - Síp - Georgia Georgiou - Guinea Xích Đạo - Jennifer Rivero Ilende - Hồng Kông - Kelly Cheung - Ấn Độ - Vanya Mishra - Indonesia - Inesh Putri Chandra - Nhật Bản - Nozomi Igarashi - Kazakhstan - Evgeniya Klishina - Latvia - Anastasija Skibunova - Martinique - Andy Govindin - Mông Cổ - Bayarmaa Huselbaatar - Philippines – Queneerich Rehman - Ba Lan – Weronika Szmajdzińska - Bồ Đào Nha - Melanie Vicente - Puerto Rico – Janelee Chaparro - Nam Phi - Remona Moodley - Thụy Điển – Sanna Jinnedal - Trinidad và Tobago – Athaliah Samuel - Ukraine – Karina Zhyronkina - Việt Nam – Vũ Thị Hoàng My |

#### Hoa hậu Tài năng
Phần thi tài năng đã được diễn ra vào ngày 21 tháng 7. Ngày 4 tháng 8, có 16 thí sinh được chọn vào vòng bán kết và sau đó là 5 thí sinh sẽ trình diễn phần thi Tài năng diễn ra ngày 8 tháng 8 tại nhà hát Ordos. Người chiến thắng phần thi Tài năng sẽ được công bố vào đêm chung kết cuộc thi.
| Kết quả     | Thí sinh |
| ----------- | --- |
| Chiến thắng | - Trung Quốc – Vu Văn Hà |
| Top 5       | - Jamaica – Deanna Robins - Na Uy – Karoline Olsen - Panama – Maricely González - Philippines – Queenierich Rehman |
| Top 15      | - Brasil – Mariana Notarangelo - Curaçao – Stephanie Rose Chang - Đan Mạch – Iris Thomsen - Kazakhstan – Evgeniya Klishina - Latvia – Anastasija Skibunova - Ma Cao – Winnie Sin - Mông Cổ – Bayarmaa Huselbaatar - Paraguay – Fiorella Migliore - Sierra Leone – Vanessa Williams - St Kitts & Nevis – Markysa O'Loughlin |
| Top 25      | - Úc – Jessica Kahawaty - Bahamas – Daronique Young - Bermuda – Rochelle Minors - Cộng hòa Séc – Linda Bartošová - Cộng hòa Dominica – Sally Aponte Tejada - Phần Lan – Sabina Särkkä - Israel – Shani Hazan - Ý – Jessica Bellinghieri - Hoa Kỳ – Claudine Book - Quần đảo Virgin (Mỹ) – Taiesa Lashley                   |

#### Thể thao
Phần thi thể thao diễn ra ngày 9 tháng 8. Có 24 thí sinh vào vòng bán kết, và được chia thành 6 đội.
| Kết quả     | Thí sinh |
| ----------- | --- |
| Chiến thắng | - Thụy Điển – Sanna Jinnedal |
| Giải Nhì    | - Bắc Ireland – Tiffani Brien |
| Nhóm 1      | - Colombia – Barbara Turbay - Barbados – Marielle Eoen Wilkie - Ma Cao – Winnie Sin - Bắc Ireland – Tiffani Brien - Scotland – Nicole Treacy - Áo – Amina Dagi                         |
| Nhóm 2      | - Cộng hòa Dominica – Sally Aponte Tejada - Thụy Điển – Sanna Jinnedal - Jamaica – Deanna Robins - Slovenia – Nives Orešnik - Hungary – Tamara Cserhati - Đức – Martina Ivezaj         |
| Nhóm 3      | - México – Mariana Berumen Reynoso - Kazakhstan – Evgeniya Klishina - Singapore – Karisa Sukamto - Paraguay – Fiorella Migliore - Bồ Đào Nha – Melanie Vicente - Guyana – Arti Cameron |
| Nhóm 4      | - Thổ Nhĩ Kỳ – Acalya Samyeli Danoglu - Guam – Jeneva Bosko - Uganda – Phiona Bizzu - Hà Lan – Nathalie den Dekker - Anh – Charlotte Holmes - Úc – Jessica Kahawaty                    |

| Sự kiện thể thao  | Người chiến thắng (Nhóm/Thí sinh) |
| ----------------- | --- |
| Shuttle Run       | Nhóm 1 - Colombia – Barbara Turbay - Barbados – Marielle Eoen Wilkie - Ma Cao – Winnie Sin - Bắc Ireland – Tiffani Brien - Scotland – Nicole Treacy - Áo – Amina Dagi                 |
| Nhảy xa           | 1. Anh – Charlotte Holmes 2. Thụy Điển – Sanna Jinnedal 3. Bắc Ireland – Tiffani Brien                                                                                                |
| Sút bóng luân lưu | - Thụy Điển – Sanna Jinnedal - Uganda – Phiona Bizzu |
| 100 Meter Sprint  | - Scotland – Nicole Treacy |
| Chạy tiếp sức     | Nhóm 2 - Cộng hòa Dominica – Sally Aponte Tejada - Thụy Điển – Sanna Jinnedal - Jamaica – Deanna Robins - Slovenia – Nives Orešnik - Hungary – Tamara Cserhati - Đức – Martina Ivezaj |
| Bơi lội           | 1. Bồ Đào Nha – Melanie Vicente 2. Barbados – Marielle Eoen Wilkie 3. Ma Cao – Winnie Sin                                                                                             |

#### Siêu mẫu
Phần thi Siêu mẫu diễn ra ngày 23 tháng 7. Có 47 thí sinh được lựa chọn vào vòng bán kết và vào thắng chung kết vào ngày 12 tháng 8. Top 10 sau đó được lựa chọn và người chiến thắng sẽ được công bố vào đêm chung kết.
| Kết quả     | Thí sinh |
| ----------- | --- |
| Chiến thắng | - Nam Sudan – Atong Demach |
| Giải Nhì    | - Ba Lan – Weronika Szmajdzińska |
| Giải Ba     | - México – Mariana Berumen |
| Giải Tư     | - Úc – Jessica Kahawaty |
| Giải Năm    | - Brazil – Mariana Notarangelo |
| Top 10      | - Belize – Chantae Chanice Guy - Chile – Camila Recabarren - Trung Quốc – Vu Văn Hà - Jamaica – Deanna Robins - Tây Ban Nha – Aranzazu Estevez |
| Top 46      | - Angola – Edmilza dos Santos - Argentina – Josefina Herrero - Áo – Amina Dagi - Bahamas – Daronique Young - Bermuda – Rochelle Minors - Bosna và Hercegovina – Fikreta Husić - Bulgaria – Gabriela Vasileva - Colombia – Barbara Turbay - Bờ Biển Ngà – Hélène-Valerie Djouka - Đan Mạch – Iris Thomsen - Anh – Charlotte Holmes - Gabon – Marie-Noëlle Ada - Guadeloupe – Brigitte Golabkan - Guatemala – Monique Aparicio - Hồng Kông – Kelly Cheung - Ấn Độ – Vanya Mishra - Ireland – Rebecca Maguire - Israel – Shani Hazan - Nhật Bản – Nozomi Igarashi - Kazakhstan – Evgeniya Klishina - Kenya – Shamim Nabil - Lithuania – Rasa Vereniūtė - Mông Cổ – Bayarmaa Huselbaatar - Nigeria – Damiete Charles-Granville - Philippines – Queenierich Rehman - Puerto Rico – Janelee Chaparro - Slovakia – Kristína Krajčírová - Sri Lanka – Sumudu Prasadini - Suriname – Stefanie Grace Gentle - Thụy Điển – Sanna Jinnedal - Thái Lan – Vanessa Herrmann - Trinidad & Tobago – Athaliah Samuel - Thổ Nhĩ Kỳ – Açalya Samyeli Danoğlu - Ukraina – Karina Zhyronkina - Venezuela – Gabriella Ferrari - Wales – Sophie Moulds |
| Top 60      | - Bỉ – Laura Beyne - Cộng hòa Dominica – Sally Aponte Tejada - Pháp – Delphine Wespiser - Indonesia – Inesh Putri Chandra - Liban – Sonia-Lynn Gabriel - Malta – Daniela Darmanin - Peru – Giuliana Zevallo - Seychelles – Sherlyn Ferneau - Nam Phi – Remona Moodley - Tanzania – Lisa Jensen - Hoa Kỳ – Claudine Book - Uganda – Phiona Bizzu - Bonaire – Ana Gisel Maciel - Việt Nam – Vũ Thị Hoàng My - Quần đảo Virgin (Mỹ) – Taiesa Lashleys |

#### Người đẹp Nhân ái
Top 10 người đẹp nhân ái được lựa chọn. Người chiến thắng sẽ được công bố vào đêm chung kết cuộc thi.
| Kết quả     | Thí sinh |
| ----------- | --- |
| Chiến thắng | - Ấn Độ – Vanya Mishra |
| Giải Nhì    | - Úc – Jessica Kahawaty |
| Giải Ba     | - Hoa Kỳ – Claudine Book |
| Giải Tư     | - Indonesia – Ines Putri Chandra |
| Giải Năm    | - Kenya – Shamim Nabil |
| Top 10      | - Anh – Charlotte Holmes - Guatemala – Monique Aparicio - Jamaica – Deanna Robins - México – Mariana Berumen - Wales – Sophie Moulds |

#### Phỏng vấn
| Kết quả     | Thí sinh |
| ----------- | --- |
| Chiến thắng | - Nam Sudan – Atong Demach |
| Giải Nhì    | - Tây Ban Nha – Aránzazu Estévez |
| Giải Ba     | - Wales – Sophie Moulds |
| Giải Tư     | - México – Mariana Berumen |
| Giải Năm    | - Brasil – Mariana Notarangelo |
| Top 16      | - Albania – Floriana Glaro - Úc – Jessica Kahawaty - Ấn Độ – Vanya Mirsha - Perú – Giuliana Zevallos - Pháp – Delphine Wespiser - Indonesia – Ines Putri Tjiptadi Chandra - Jamaica – Deanna Robins - Hà Lan – Nathalie Den Dekker - Trung Quốc – Vu Văn Hà - Anh – Charlotte Holmes - Bồ Đào Nha – Melanie Vicente                                                                                          |
| Top 30      | - Guadeloupe – Brigitte Golabkan - Hồng Kông – Trương Hi Văn - Bắc Ireland – Tiffany Brien - Serbia – Bojana Lecic - Seychelles – Sherlyn Ferneau - Việt Nam – Vũ Thị Hoàng My - Hy Lạp – Maria Tsagkaraki - Guam – Jeneva Bosko - Israel – Shani Hanaz - Ba Lan – Weronika Szmajdzińska - Gruzia – Salome Khomeriki - Ukraina – Karina Zhyronkina - Bỉ – Laura Beyne - Botswana – Tapiwa Anna-Marie Preston |

#### Giải thưởng truyền thông
| Kết quả     | Thí sinh |
| ----------- | --- |
| Chiến thắng | - Ấn Độ – Vanya Mishra |
| Giải Nhì    | - México – Mariana Berumen |
| Top 10      | - Bermuda – Rochelle Minors - Cộng hòa Dominican – Sally Aponte Tejada - Hồng Kông - Truonge Hi Văn - Nepal – Shristi Shrestha - Hà Lan – Nathalie den Dekker - Singapore – Karisa Sukamto - Tanzania – Lisa Jensen - Thái Lan – Vanessa Herrmann |

### Giải thưởng đặc biệt

#### Thiết kế trang phục đẹp nhất
| Kết quả | Thí sinh |
| ------- | --- |
| Top 10  | - Bahamas – Daronique Young - Barbados – Marielle Wilkie - Bolivia – Mariana García - Hungary – Tamara Cserháti - Perú – Giuliana Zevallos - Philippines – Queenierich Rehman - Puerto Rico – Janelee Chaparro - Tây Ban Nha – Aránzazu Estévez - Thụy Điển – Sanna Jinnedal - Ukraina – Karina Zhyronkina |

## Dẫn chương trình
- Myleene Klass
- Jason Cook
- Lily Lu
- Nai Ri Mutu
- Steve Douglas
- Steve Jones

## Trình diễn
- Huhehaote Youth Horse Cello Troupe
- Rodrick Dixon

## Giám khảo
- Julia Morley
- Mike Dixon
- Andrew Minarik
- Stan Reynolds
- Jodie Reynolds
- Chief Mandela
- Trương Tử Lâm, Hoa hậu Thế giới 2007 từ Trung Quốc
- Jane Wang
- Alfreda Burke
- Shenjian Hong

## Các thí sinh
| Quốc gia/Vùng lãnh thổ | Thí sinh                  | Tuổi | Chiều cao               | Quê quán            |
| ---------------------- | ------------------------- | ---- | ----------------------- | ------------------- |
| Albania                | Floriana Garo             | 25   | 1,80 m (5 ft 11 in)     | Durrës              |
| Angola                 | Edmilza dos Santos        | 21   | 1,72 m (5 ft 7+1⁄2 in)  | Malanje             |
| Argentina              | Josefina Herrero          | 18   | 1,78 m (5 ft 10 in)     | Mercedes            |
| Aruba                  | Lucianette Verhoeks       | 19   | 1,75 m (5 ft 9 in)      | Oranjestad          |
| Úc                     | Jessica Kahawaty          | 23   | 1,75 m (5 ft 9 in)      | Sydney              |
| Áo                     | Amina Dagi                | 17   | 1,73 m (5 ft 8 in)      | Bregenz             |
| Bahamas                | Daronique Young           | 22   | 1,73 m (5 ft 8 in)      | Nassau              |
| Barbados               | Marielle Wilkie           | 21   | 1,78 m (5 ft 10 in)     | Bridgetown          |
| Belarus                | Julia Skalkovich          | 20   | 1,78 m (5 ft 10 in)     | Baranovichi         |
| Bỉ                     | Laura Beyne               | 19   | 1,70 m (5 ft 7 in)      | Brussels            |
| Belize                 | Chantae Chanice Guy       | 20   | 1,75 m (5 ft 9 in)      | Belmopan            |
| Bermuda                | Rochelle Minors           | 22   | 1,73 m (5 ft 8 in)      | Hamilton            |
| Bolivia                | Mariana García            | 23   | 1,73 m (5 ft 8 in)      | La Paz              |
| Bonaire                | Ana Gisel Maciel          | 19   | 1,68 m (5 ft 6 in)      | Kralendijk          |
| Bosna và Hercegovina   | Fikreta Husić             | 22   | 1,78 m (5 ft 10 in)     | Brčko               |
| Botswana               | Tapiwa Anna-Marie Preston | 19   | 1,74 m (5 ft 8+1⁄2 in)  | Gaborone            |
| Brasil                 | Mariana Notarangelo       | 22   | 1,76 m (5 ft 9+1⁄2 in)  | Duque de Caxias     |
| Bulgaria               | Gabriela Vasileva         | 20   | 1,76 m (5 ft 9+1⁄2 in)  | Byala Slatina       |
| Canada                 | Tara Teng                 | 23   | 1,63 m (5 ft 4 in)      | Fort Langley        |
| Chile                  | Camila Recabarren         | 21   | 1,80 m (5 ft 11 in)     | La Serena           |
| Trung Quốc             | Vu Văn Hà                 | 23   | 1,78 m (5 ft 10 in)     | Thượng Chí          |
| Colombia               | Barbara Turbay            | 19   | 1,77 m (5 ft 9+1⁄2 in)  | Bogotá              |
| Costa Rica             | Silvana Sánchez           | 23   | 1,80 m (5 ft 11 in)     | Palmares            |
| Bờ Biển Ngà            | Hélène-Valerie Djouka     | 18   | 1,70 m (5 ft 7 in)      | Divo                |
| Croatia                | Maja Nikolić              | 21   | 1,75 m (5 ft 9 in)      | Zagreb              |
| Curaçao                | Stephanie Rose Chang      | 20   | 1,67 m (5 ft 5+1⁄2 in)  | Willemstad          |
| Síp                    | Georgia Georgiou          | 21   | 1,74 m (5 ft 8+1⁄2 in)  | Limassol            |
| Cộng hòa Séc           | Linda Bartošová           | 19   | 1,71 m (5 ft 7+1⁄2 in)  | Vraclav             |
| Đan Mạch               | Iris Thomsen              | 25   | 1,80 m (5 ft 11 in)     | Osterbro            |
| Cộng hòa Dominica      | Sally Aponte Tejada       | 21   | 1,78 m (5 ft 10 in)     | Salcedo             |
| Ecuador                | Cipriana Correia          | 21   | 1,75 m (5 ft 9 in)      | Esmeraldas          |
| El Salvador            | Maria Luisa Vicuña        | 18   | 1,72 m (5 ft 7+1⁄2 in)  | Sonsonate           |
| Anh                    | Charlotte Holmes          | 23   | 1,75 m (5 ft 9 in)      | Plymouth            |
| Guinea Xích Đạo        | Jennifer Riveiro Ilende   | 20   | 1,79 m (5 ft 10+1⁄2 in) | Malabo              |
| Ethiopia               | Melkam Endale             | 21   | 1,73 m (5 ft 8 in)      | Addis Ababa         |
| Fiji                   | Koini Elesi Vakaloloma    | 24   | 1,73 m (5 ft 8 in)      | Lautoka             |
| Phần Lan               | Sabina Särkkä             | 23   | 1,75 m (5 ft 9 in)      | Helsinki            |
| Pháp                   | Delphine Wespiser         | 20   | 1,74 m (5 ft 8+1⁄2 in)  | Magstatt-le-Bas     |
| Gabon                  | Marie-Noëlle Ada          | 22   | 1,68 m (5 ft 6 in)      | Mouila              |
| Gruzia                 | Salome Khomeriki          | 20   | 1,77 m (5 ft 9+1⁄2 in)  | Tbilisi             |
| Đức                    | Martina Ivezaj            | 23   | 1,69 m (5 ft 6+1⁄2 in)  | Munich              |
| Gibraltar              | Jessica Baldachino        | 24   | 1,82 m (5 ft 11+1⁄2 in) | Gibraltar           |
| Hy Lạp                 | Maria Tsagkaraki          | 23   | 1,75 m (5 ft 9 in)      | Crete               |
| Guadeloupe             | Brigitte Golabkan         | 18   | 1,73 m (5 ft 8 in)      | Le Moule            |
| Guam                   | Jeneva Bosko              | 19   | 1,73 m (5 ft 8 in)      | Chalan Pago         |
| Guatemala              | Monique Aparicio          | 21   | 1,76 m (5 ft 9+1⁄2 in)  | Quetzaltenango      |
| Guyana                 | Arti Cameron              | 23   | 1,65 m (5 ft 5 in)      | Georgetown          |
| Honduras               | Jennifer Valle            | 17   | 1,74 m (5 ft 8+1⁄2 in)  | Santa Rosa de Copan |
| Hồng Kông              | Trương Hi Văn             | 21   | 1,75 m (5 ft 9 in)      | Hồng Kông           |
| Hungary                | Tamara Cserháti           | 20   | 1,68 m (5 ft 6 in)      | Győr                |
| Iceland                | Iris Telma Jónsdóttir     | 21   | 1,67 m (5 ft 5+1⁄2 in)  | Reykjavík           |
| Ấn Độ                  | Vanya Mishra              | 20   | 1,73 m (5 ft 8 in)      | Jalandar            |
| Indonesia              | Ines Putri Chandra        | 22   | 1,68 m (5 ft 6 in)      | Denpasar            |
| Ireland                | Rebecca Maguire           | 20   | 1,78 m (5 ft 10 in)     | Dublin              |
| Israel                 | Shani Hazan               | 19   | 1,82 m (5 ft 11+1⁄2 in) | Kiryat Ata          |
| Ý                      | Jessica Bellinghieri      | 23   | 1,75 m (5 ft 9 in)      | Messina             |
| Jamaica                | Deanna Robins             | 21   | 1,78 m (5 ft 10 in)     | Kingston            |
| Nhật Bản               | Nozomi Igarashi           | 24   | 1,75 m (5 ft 9 in)      | Yamagata            |
| Kazakhstan             | Evgeniya Klishina         | 25   | 1,75 m (5 ft 9 in)      | Astana              |
| Kenya                  | Shamim Nabil              | 18   | 1,70 m (5 ft 7 in)      | Mombasa             |
| Hàn Quốc               | Kim Sung-min              | 23   | 1,72 m (5 ft 7+1⁄2 in)  | Seoul               |
| Latvia                 | Anastasija Skibunova      | 23   | 1,75 m (5 ft 9 in)      | Riga                |
| Liban                  | Sonia-Lynn Gabriel        | 20   | 1,74 m (5 ft 8+1⁄2 in)  | Mont-Liban          |
| Litva                  | Rasa Vereniūtė            | 20   | 1,74 m (5 ft 8+1⁄2 in)  | Vilnius             |
| Ma Cao                 | Winnie Sin                | 25   | 1,70 m (5 ft 7 in)      | Ma Cao              |
| Macedonia              | Aneta Stojkoska           | 19   | 1,80 m (5 ft 11 in)     | Gostivar            |
| Malawi                 | Susan Mtegha †            | 24   | 1,67 m (5 ft 5+1⁄2 in)  | Mzuzu               |
| Malaysia               | Yvonne Lee                | 23   | 1,70 m (5 ft 7 in)      | Kuala Lumpur        |
| Malta                  | Daniela Darmanin          | 21   | 1,64 m (5 ft 4+1⁄2 in)  | Mġarr               |
| Martinique             | Andy Govindin             | 23   | 1,72 m (5 ft 7+1⁄2 in)  | Fort-de-France      |
| Mauritius              | Shalini Panchoo           | 23   | 1,75 m (5 ft 9 in)      | Saint Pierre        |
| México                 | Mariana Berumen           | 20   | 1,79 m (5 ft 10+1⁄2 in) | Guadalajara         |
| Mông Cổ                | Bayarmaa Huselbaatar      | 20   | 1,78 m (5 ft 10 in)     | Ulaanbaatar         |
| Montenegro             | Nikolina Lončar           | 19   | 1,81 m (5 ft 11+1⁄2 in) | Pljevlja            |
| Nepal                  | Shristi Shrestha          | 23   | 1,75 m (5 ft 9 in)      | Bharatpur           |
| Hà Lan                 | Nathalie den Dekker       | 22   | 1,68 m (5 ft 6 in)      | Amsterdam           |
| New Zealand            | Collette Lochore          | 18   | 1,81 m (5 ft 11+1⁄2 in) | Auckland            |
| Nicaragua              | Lauren Lawson             | 24   | 1,70 m (5 ft 7 in)      | Granada             |
| Nigeria                | Damiete Charles-Granville | 23   | 1,75 m (5 ft 9 in)      | Port Harcourt       |
| Bắc Ireland            | Tiffany Brien             | 21   | 1,72 m (5 ft 7+1⁄2 in)  | Belfast             |
| Na Uy                  | Karoline Olsen            | 21   | 1,69 m (5 ft 6+1⁄2 in)  | Klo                 |
| Panama                 | Maricely González         | 24   | 1,70 m (5 ft 7 in)      | Thành phố Panama    |
| Paraguay               | Fiorella Migliore         | 23   | 1,68 m (5 ft 6 in)      | Asunción            |
| Perú                   | Giuliana Zevallos         | 23   | 1,80 m (5 ft 11 in)     | Lima                |
| Philippines            | Queneerich Rehman         | 24   | 1,76 m (5 ft 9+1⁄2 in)  | Las Piñas           |
| Ba Lan                 | Weronika Szmajdzińska     | 18   | 1,74 m (5 ft 8+1⁄2 in)  | Szczecin            |
| Bồ Đào Nha             | Melanie Vicente           | 21   | 1,70 m (5 ft 7 in)      | Torres Vedras       |
| Puerto Rico            | Janelee Chaparro          | 20   | 1,70 m (5 ft 7 in)      | Barceloneta         |
| Nga                    | Elizaveta Golovanova      | 19   | 1,78 m (5 ft 10 in)     | Safonovo            |
| Scotland               | Nicole Treacy             | 23   | 1,73 m (5 ft 8 in)      | Paisley             |
| Serbia                 | Bojana Lecic              | 22   | 1,81 m (5 ft 11+1⁄2 in) | Nova Varoš          |
| Seychelles             | Sherlyn Ferneau           | 21   | 1,79 m (5 ft 10+1⁄2 in) | Victoria            |
| Sierra Leone           | Vanessa Williams          | 22   | 1,68 m (5 ft 6 in)      | Freetown            |
| Singapore              | Karisa Sukamto            | 19   | 1,60 m (5 ft 3 in)      | Singapore           |
| Slovakia               | Kristína Krajčírová       | 20   | 1,75 m (5 ft 9 in)      | Bratislava          |
| Slovenia               | Nives Orešnik             | 20   | 1,73 m (5 ft 8 in)      | Maribor             |
| Nam Phi                | Remona Moodley            | 23   | 1,72 m (5 ft 7+1⁄2 in)  | Cape Town           |
| Nam Sudan              | Atong Demach              | 24   | 1,80 m (5 ft 11 in)     | Juba                |
| Tây Ban Nha            | Aránzazu Estévez          | 23   | 1,81 m (5 ft 11+1⁄2 in) | Las Palmas          |
| Sri Lanka              | Sumudu Prasadini          | 23   | 1,78 m (5 ft 10 in)     | Kurunegala          |
| St Kitts & Nevis       | Markysa O'Loughlin        | 20   | 1,68 m (5 ft 6 in)      | Basseterre          |
| Suriname               | Stefanie Grace Gentle     | 22   | 1,73 m (5 ft 8 in)      | Nieuw Nickerie      |
| Thụy Điển              | Sanna Jinnedal            | 19   | 1,80 m (5 ft 11 in)     | Borås               |
| Tanzania               | Lisa Jensen               | 24   | 1,77 m (5 ft 9+1⁄2 in)  | Dar es Salaam       |
| Thái Lan               | Vanessa Herrmann          | 21   | 1,75 m (5 ft 9 in)      | Phuket              |
| Trinidad & Tobago      | Athaliah Samuel           | 24   | 1,78 m (5 ft 10 in)     | Port of Spain       |
| Thổ Nhĩ Kỳ             | Açalya Samyeli Danoğlu    | 20   | 1,85 m (6 ft 1 in)      | Istanbul            |
| Uganda                 | Phiona Bizzu              | 19   | 1,73 m (5 ft 8 in)      | Lira                |
| Ukraina                | Karina Zhyronkina         | 20   | 1,76 m (5 ft 9+1⁄2 in)  | Kharkiv             |
| Hoa Kỳ                 | Claudine Book             | 20   | 1,73 m (5 ft 8 in)      | California          |
| Uruguay                | Valentina Henderson       | 18   | 1,79 m (5 ft 10+1⁄2 in) | Salto               |
| Quần đảo Virgin (Mỹ)   | Taiesa Lashley            | 24   | 1,63 m (5 ft 4 in)      | Saint Thomas        |
| Venezuela              | Gabriella Ferrari         | 21   | 1,76 m (5 ft 9+1⁄2 in)  | Valencia            |
| Việt Nam               | Vũ Thị Hoàng My           | 24   | 1,71 m (5 ft 7+1⁄2 in)  | Đồng Nai            |
| Wales                  | Sophie Moulds             | 19   | 1,78 m (5 ft 10 in)     | Ferndale            |
| Zimbabwe               | Bongani Dlakama           | 24   | 1,74 m (5 ft 8+1⁄2 in)  | Bulawayo            |